# 半斤百两
《半斤百两》（英語：Money Games）是一部2025年贺岁片，曾志伟任顧問一職，另與林德荣同為出品人及演员。

## 演員清冊
曾志伟、林德荣、苏志威、朱浩仁、Tomato、阿亚、欧阳震华、Wayne、林雪卉、程玲、王义翔。

## 票房
| 上一届： 《誤判》 | 2025年马来西亚週末票房冠軍 第1週 | 下一届： 《关你茶室》 |